# Terasa domu Na stráži v Libni
Terasa domu Na stráži v Libni v Praze se nachází na pozemku vily v ulici Na stráži. Je chráněna jako nemovitá kulturní památka České republiky.

## Historie
Soubor šesti soch z kameniny a jednoho zahradního altánku pochází z první třetiny 20. století. Za autora soch je považován sochař Emanuel Julián Kodet (1880–1955).

## Popis

### Sochy
Zahradní terasa je umístěna ve svahu a navazuje na vilu. Po jejích stranách vedou dvě schodiště s pilířovým zábradlím spojující terasu se zahradou. Dvě sochy jsou umístěny na schodišti, další stojí na koruně terasy na malých hranolových soklících asi 1 metr vysokých.
- Dívka s nůší
- Dívka s věnečkem
- Dívka s rohem hojnosti
- Dívka držící košík
- Sedící chlapec
- Chlapec s nůší

### Altán
Malý dřevěný šestiúhelníkový altán stojí v nejvyšším cípu zahrady v rohu. Je zastřešen stříškou s korouhvičkou.

## Galerie

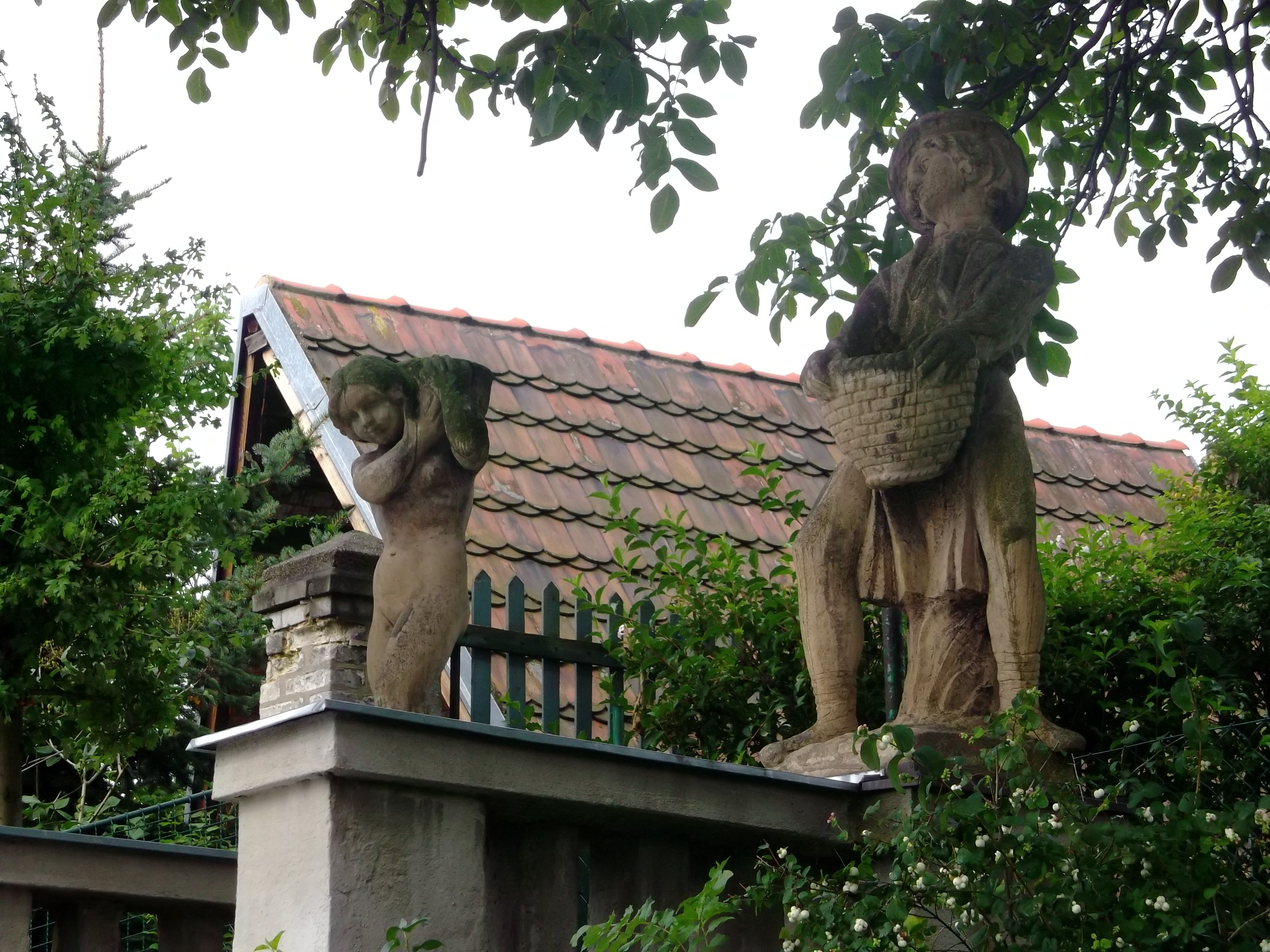
terasa se sochami
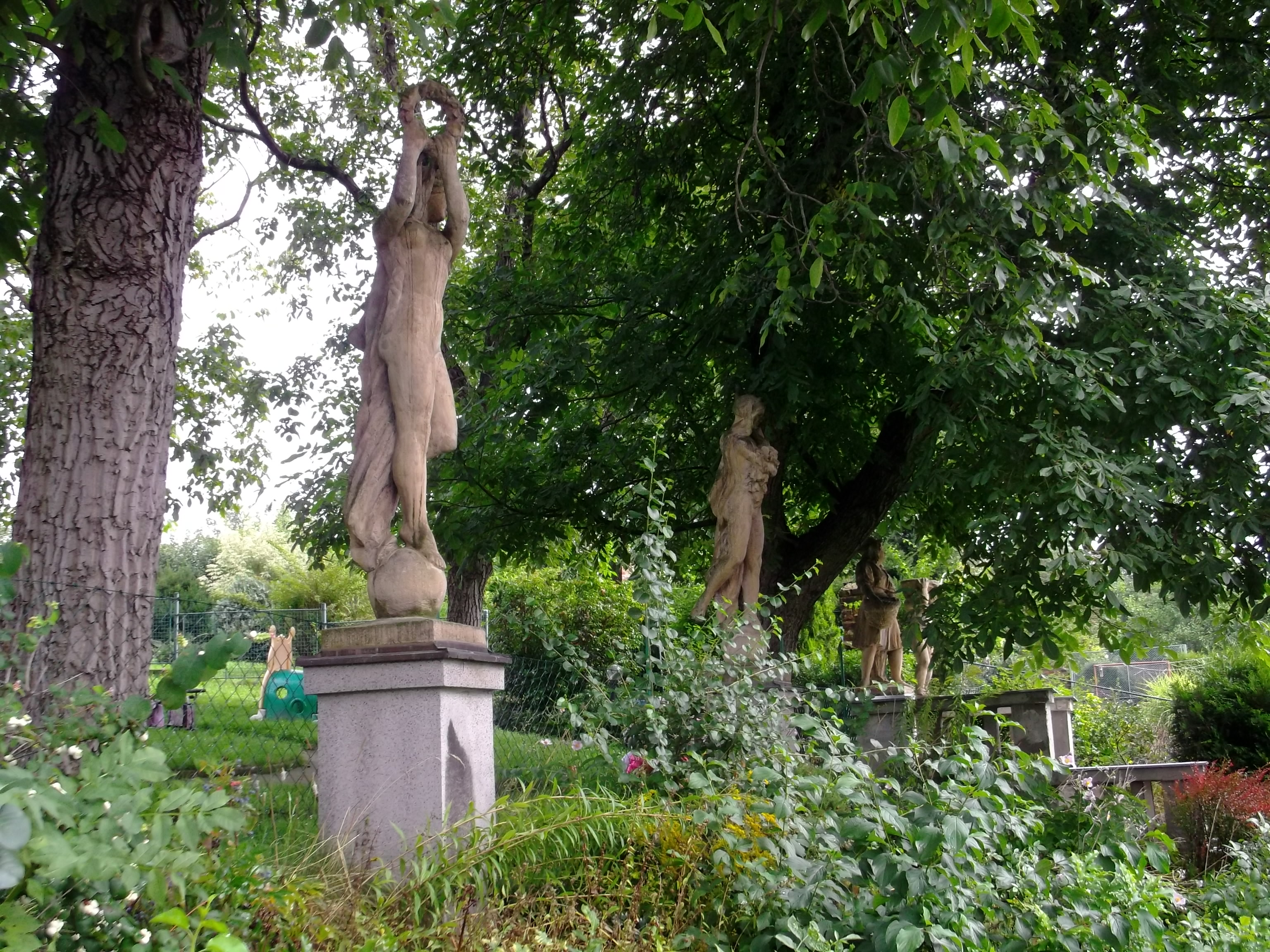
terasa se sochami